# Swaziland vid världsmästerskapen i friidrott 2023
Swaziland tävlade vid världsmästerskapen i friidrott 2023 i Budapest i Ungern mellan den 19 och 27 augusti 2023.

## Resultat
Swazilands trupp bestod av en idrottare.

### Herrar
Gång- och löpgrenar
| Idrottare          | Gren      | Försöksheat | Försöksheat | Semifinal        | Semifinal        | Final            | Final            |
| Idrottare          | Gren      | Resultat    | Placering   | Resultat         | Placering        | Resultat         | Placering        |
| ------------------ | --------- | ----------- | ----------- | ---------------- | ---------------- | ---------------- | ---------------- |
| Sibusiso Matsenjwa | 200 meter | 20,88       | 6           | Gick inte vidare | Gick inte vidare | Gick inte vidare | Gick inte vidare |